# Homoeophloeus licheneus
Homoeophloeus licheneus är en skalbaggsart som beskrevs av Charles Joseph Gahan 1892. Homoeophloeus licheneus ingår i släktet Homoeophloeus och familjen långhorningar. Inga underarter finns listade i Catalogue of Life.